# Eutelia furcata
Eutelia furcata is een vlinder uit de familie van de Euteliidae. De wetenschappelijke naam van de soort is voor het eerst geldig gepubliceerd in 1865 door Walker.